# A Free Soul
 A Free Soul és una pel·lícula estatunidenca dirigida per Clarence Brown, estrenada el 1931, que explica la història d'un advocat alcohòlic que ha de defensar l'ex-xicot de la seva filla en una acusació d'assassinar el gàngster amb el qual havia començat una relació; un gàngster per a qui el seu pare havia aconseguit prèviament una absolució en una acusació d'assassinat. L'advocat que reeixidament defensava el jugador canvia quan la seva filla s'implica amb ell. A Free Soul és protagonitzada per Norma Shearer, Leslie Howard, Lionel Barrymore i Clark Gable (la primera aparició a la pantalla junts de la futura parella Ashley Wilkes i Rhett Butler).
La pel·lícula va ser adaptada per Becky Gardiner i John Meehan (diàlegs) des de l'obra de Willard Mack, que es basava en la novel·la d'Adela Rogers St. Johns.
A Free Soul va esdevenir famosa per una seqüència d'un monòleg de Barrymore que és la raó principal per guanyar l'Oscar al millor actor d'aquell any. (Norma Shearer va ser nominada per l'Oscar a la millor actriu i Clarence Brown a l'Oscar al millor director). Gable va impressionar en el paper del gàngster que domina Shearer i així va passar d'un paper secundari a ser l'actor principal, una posició que ocuparia la resta de la seva carrera.

## Repartiment
- Norma Shearer: Jan Ashe
- Leslie Howard: Dwight Winthrop, el promès de Jan
- Lionel Barrymore: Stephen Ashe, Advocat de la defensa
- James Gleason: Eddie, ajudant de Stephen
- Clark Gable: Ace Wilfong, defensor del gàngster
- Lucy Beaumont: l'àvia d'Ashe